# چشمه قهری
چشمه قهری نام یکی از جاذبه‌های دیدنی شهرستان استهبان در استان فارس می‌باشد.

## پیشینه
گفته می‌شود این چشمه را فردی به نام گرگین میلاد یکی از پادشاهان سلسله کیانیان حفاری کرده‌است.

## وجه تسمیه
گرگین میلاد زمان بازسازی و احیاء چشمه به یکی از غلامان خود دستور می‌دهد تا آخرین کانال و چاه را او حفر کند و پادشاه در غیاب آن غلام به غلامان دیگر می‌گوید اگر غلام با ته کلنگ آخرین ضربه را وارد کند آب فراوانی بیرون می‌آید و غلام غرق خواهد شد ولی اگر بر عکس ضربه بزند نجات می‌یابد غلام صحبت پادشاه را می‌شنود و با سر کلنگ ضربه را وارد می‌کند و بعد از آن پادشاه متوجه می‌شود که غلام حرف او را فهمیده‌است وقتی که غلام از قنات بیرون می‌آید او را می‌کشد و غلام مورد قهر و غضب پادشاه قرار می‌گیرد و به همین دلیل بوده این چشمه را چشمه قهری نامیده‌اند.